# Rollo de plátano
El rollo de plátano es un pastel chino presente en Hong Kong, y ocasionalmente en barrios chinos extranjeros. Es un pastel blando hecho con arroz glutinoso, cuyos ingredientes pueden variar un poco dependiendo de donde se compre. Los rollos tienen sabor a vainilla y forma de tubo, ligeramente mayor que el dedo índice de un adulto, por lo que recuerda a un plátano. A veces puede tener un relleno de canela, y otras uno consistente en un plátano muy maduro (pero no echado a perder) cortado fino. Otra veces puede usarse la más tradicional pasta de judía roja.